# Ichthyomys hydrobates
Ichthyomys hydrobates is een zoogdier uit de familie van de Cricetidae. De wetenschappelijke naam van de soort werd voor het eerst geldig gepubliceerd door Winge in 1891.